# Saint Brelade
Saint Brelade (engelska: St. Brelade) är en parish i kronbesittningen Jersey. Den ligger i den västra delen av Jersey, 7 km väster om huvudstaden Saint Helier. Antalet invånare är 10 568. Arean är 12,8 kvadratkilometer. Saint Brelade ligger på ön Jersey. Saint Brelade gränsar till Saint Peter.
Terrängen i Saint Brelade är platt.